# Heterokontophyta
Heterokontophyta foi uma agrupamento taxonómico, actualmente considerado obsoleto, que era considerado uma das principais linhagens de eucariotas, com cerca de 10 500 espécies, incluindo muitas algas, desde as Laminariales gigantes às diatomáceas unicelulares, que são componentes primários do plâncton, e aos Oomycetes (geralmente parasitas), que superficialmente parecem fungos. Considerado por muitos autores como um filo, o agrupamento é considerado parafilético e foi absorvido na mais recentes classificações biológicas no agrupamento Straminopiles. Em consequência é considerado obsoleto, embora continue a ser usado por alguns taxonomistas.

## Descrição
Os membros fotossintéticos geralmente eram designados por Chromophytas pelos botânicos (actualmente Ochrophyta), que raramente estudam os membros heterotróficos desse grupo. Alguns membro do agrupamento, como algumas algas marrons, formam complexas colônias rígidas e podem alcançar tamanhos extremamente grandes. A diversidade de formas neste grupo é muito grande, porém ele é sustentado por várias sinapomorfias, em especial a presença de mastigonemas tripartidos no estágio flagelado do ciclo vital.
Os membros do agrupamento Heterokontophyta são encontrados em diversos tipos de habitat. O plâncton marinho e de água doce é rico em diatomáceas e crisófitas, que também podem ser encontrados em solo úmido, mares congelados, neve, glaciares, e até em nuvens na atmosfera. Heterocontes heterotróficos de vida livre também são encontrados em habitats marinhos, estuarinos e de água doce. Algumas poucas espécies são simbiontes em algas marinhas ou estuarinas. Por poderem possuir conchas e outras estruturas de suporte, os heterocontes podem ter uma grande variedade de diferentes formas e aparências.
Possuem dois flagelos, um direcionado anteriormente, o outro geralmente estendido posteriormente. O flagelo direcionado anteriormente tem uma fileira bilateral de pelos tubulares tripartidos, enquanto o posterior ou é liso ou tem uma fila pelos filamentosos finos. Os pelos tubulares tripartidos são rígidos e contrários à direção do impulso de flagelo, assim mesmo que o flagelo esteja batendo na frente da célula, a célula vai para frente.
A nutrição dos heterocontes se dá de diversas maneiras. Alguns são fotossintéticos, outros heterotróficos por ingestão e outros são saprobioicos. As formas fotossintéticas possuem cloroplastos com clorofilas a, c1 e c2. Em alguns grupos também pode haver xantofilas. Os cloroplastos possuem quatro membranas, sendo que a quarta membrana envolve o núcleo. Muitos stramenopilos heterotróficos usam o flagelo direcionado anteriormente com pelos tripartidos para capturar partículas de comida, que são englobadas por pequenos pseudopódios perto da base do flagelo.